# Европейская ассоциация студентов-юристов
Европейская ассоциация студентов-юристов (сокращённо ELSA или в русской транскрипции ЭЛСА, англ. The European Law Students' Association) — международная независимая некоммерческая организация студентов юридических ВУЗов Европы и молодых юристов.
ELSA была основана 4 мая 1981 года студентами из ФРГ, Австрии, Венгрии и Польши. На настоящий момент ELSA является самой крупной организацией для студентов-юристов, объединившей около 30 000 человек из 220 университетов 40 стран Европы.

## Цели
Основной целью организации является дать возможность студентам из разных стран участвовать в международных конференциях, семинарах, получать информацию о других правовых системах, способствовать правовому воспитанию, созданию контактов среди студентов юридических факультетов и молодых юристов Европы.

## Сеть ELSA
Количество локальных групп (создающихся на уровне юридических факультетов ВУЗов) ELSA постоянно растёт и в настоящий момент насчитывает около 30 000 человек из 220 университетов 40 стран Европы. Кроме ELSA в мире существуют другие ассоциации студентов, разделённые географически, с которыми ELSA поддерживает связь: ILSA (Северная Америка), ALSA (Япония), ALSA (Австралия), ALSA (Южная Африка) и AEJCI (Кот-д’Ивуар).

### Национальные группы
Список стран, в которых созданы национальные группы ELSA или в которых существуют группы-наблюдатели:
Азербайджан, Албания, Армения, Австрия, Беларусь, Бельгия, Болгария, Босния и Герцеговина, Великобритания, Венгрия, Германия, Греция, Грузия, Дания, Исландия, Испания, Италия, Казахстан, Латвия, Литва, Люксембург, Македония, Мальта, Нидерланды, Норвегия, Польша, Португалия, Россия, Румыния, Сербия, Словакия, Словения, Турция, Украина, Финляндия, Франция, Хорватия, Чехия, Черногория, Швейцария, Швеция, Эстония.

### ELSA в России
С марта 2002 года ELSA существует на территории Российской Федерации. В настоящее время (2015) состоит в организации в статусе наблюдателя.

## Деятельность
Деятельность ELSA включает в себя три основных направления:
- Семинары и конференции — S&C (англ. Seminars & Conferences)
  - Лекции
  - Семинары и конференции
  - Правовые школы
  - Обучающие поездки (англ. Study visits)
- Академическая деятельность — АА (англ. Academic Activities)
  - Изучение права за пределами университетской программы
  - Научная работа
  - Модульные судебные процессы (один из самых крупных — EMC²)
- Программа международных студенческих стажировок — STEP (англ. Student Trainee Exchange Programme)
- Национальный конкурс молодых юристов - соревнования среди студентов юридических факультетов и молодых специалистов. Конкурс проводится в Республики Молдова, город Кишинев, при поддержке крупнейшей юридической и консалтинговой компания в Республике Молдова "Brodsky Uskov Looper Reed & Partners".[2][3][4][5][6][7][8]

## ELSA и международное сотрудничество
За многолетнюю историю своего существования и работу в сфере международного права и права прав человека ELSA приобрела ряд специальных статусов в некоторых международных организациях:
- с 1997 — Специальный консультативный статус при ЭКОСОС (Экономический и социальный совет ООН) и Консультативный статус при ЮНСИТРАЛ (Комиссия ООН по праву международной торговли)
- с 1994 — Консультативный статус категории «C» в ЮНЕСКО
- с 2005 — Статус наблюдателя в ВОИС (Всемирная организация интеллектуальной собственности ООН)

Существует соглашение о сотрудничестве между ELSA и Верховным Комиссаром по делам беженцев ООН.
На европейском уровне с 2000 года ELSA обладает Консультативным статусом при Совете Европы.